# Tlalocomyia ramifera
Tlalocomyia ramifera är en tvåvingeart som beskrevs av Currie, Adler och Wood 2004. Tlalocomyia ramifera ingår i släktet Tlalocomyia och familjen knott. Inga underarter finns listade i Catalogue of Life.